# Harry N. Sierman
Harry Nico Sierman (Amsterdam, 17 mei 1927 - aldaar, 22 mei 2007) was een Nederlands grafisch ontwerper.
Sierman volgde zijn opleiding aan het Amsterdamse Instituut voor Kunstnijverheidsonderwijs, de latere Gerrit Rietveld Academie. Het typografische vak leerde hij in de praktijk. Zijn belangrijkste opdrachtgever was Em. Querido's Uitgeverij, waarvoor hij met name boekbanden en stofomslagen ontwierp. Het laatste boek dat hij ontwierp was Helmut Salden: letterontwerper en boekverzorger (2003).
Harry N. Sierman was een van de meest gewaardeerde boekverzorgers van zijn generatie. Hij ontving in 1977 de H.N. Werkmanprijs en in 1993 de Charles Nypels prijs. Zijn archief is ondergebracht bij de Bijzondere Collecties van de Universiteit van Amsterdam.
Citaat:

'Ik geloof in het boek als een perfect ontwikkelde methode om de menselijke gedachte- en belevingswereld vast te kunnen leggen, en – wat nog mooier is – ook weer beschikbaar te stellen.' Sierman in Lecturis, 10, 1979.